# Entimmeslöpning
Entimmeslöpning är en tävlingsform där de tävlande har som mål att avverka en så lång sträcka som möjligt inom 60 minuter. 
Sporten är officiellt godkänt av den internationella organisationen för friidrottsförbund (IAAF), men utövas ytterst sällan med undantag för nya rekordförsök. 
Entimmeslöpningens historia sträcker sig bakåt till 1800-talet. De två första officiellt kända rekorden inom herr- respektive damklasserna gjordes 1904 av Alfred Shrubb med en sträcka på 18,742 kilometer, respektive 1981 av Silvana Crociata.